# Aphelinus maidis
Aphelinus maidis är en stekelart som beskrevs av Timberlake 1924. Aphelinus maidis ingår i släktet Aphelinus och familjen växtlussteklar.
Artens utbredningsområde är Taiwan. Inga underarter finns listade i Catalogue of Life.